# Draganovo (distrikt i Burgas)
Draganovo (bulgariska: Драганово) är ett distrikt i Bulgarien.   Det ligger i kommunen Obsjtina Burgas och regionen Burgas, i den östra delen av landet, 300 km öster om huvudstaden Sofia.
Trakten runt Draganovo består till största delen av jordbruksmark. Runt Draganovo är det tätbefolkat, med 356 invånare per kvadratkilometer.